# Mas Casanoves (Argentona)
El Mas Casanoves és una obra d'Argentona (Maresme) protegida com a Bé Cultural d'Interès Local.

## Descripció
Masia amb dos cossos perpendiculars a façana i un de paral·lel al darrere, de planta baixa, pis i golfes, amb teulada a dues vessants i carener perpendicular a la façana.
La façana té un portal d'arc de mig punt de pedra amb nou dovelles i tres finestres de pedra.
L'entrada conserva la porta antiga i dos portals de pedra d'accés al celler i a la cuina. Aquesta, conserva la gran llar de foc, un cendrer de ceràmica incrustat a la paret, el forn i el rentamans.
El celler conserva una premsa de cargol i un hipogeu en bon estat. A la banda de ponent té adossada una casa del segle xix amb façana basilical i porxada a migdia.